# セルウィン湖
セルウィン湖 (セルウィンこ、Selwyn Lake)はカナダのノースウエスト準州とサスカチュワン州にまたがってある湖。
面積は593 km²で、島を含めると717 km²である。チップマン川が流れ出しており、50km南のブラック湖へと注いでいる。